# 武乡镇
武乡镇，是中华人民共和国陕西省汉中市汉台区下辖的一个乡镇级行政单位。

## 行政区划
武乡镇下辖以下地区：
武乡社区、东村、西村、曹寨村、崔营村、小寨村、肖寨村、毛寨村、王家岭村、毛家堰村、焦牛村、曹党村、郑庄村、明光村、吴庄村、同力村、石堰寺村、宋家沟村、同心村、王庄村、共力村和邢家坝村。